# دبيران
دبيران (بالفارسية: دبیران) هي منطقة سكنية تقع في إيران في البلدة المركزية. يقدر عدد سكانها بـ 9,897 نسمة .